# Daniele Gilardoni
Pour les articles homonymes, voir Gilardoni.
Daniele Gilardoni est un rameur italien, né le 1er avril 1976.

## Palmarès

### Championnats du monde d'aviron
- 1998 à Cologne,  Allemagne
  -  Médaille de bronze en huit poids légers
- 1999 à Saint Catharines,  Canada
  -  Médaille d'or quatre de couple poids légers
- 2000 à Zagreb,  Croatie
  -  Médaille d'argent en quatre de couple poids légers
- 2001 à Lucerne,  Suisse
  -  Médaille d'or quatre de couple poids légers
- 2002 à Séville,  Espagne
  -  Médaille d'or quatre de couple poids légers
- 2003 à Milan,  Italie
  -  Médaille d'or quatre de couple poids légers
- 2004 à Lucerne,  Suisse
  -  Médaille d'or quatre de couple poids légers
- 2005 à Gifu,  Japon
  -  Médaille d'or quatre de couple poids légers
- 2006 à Eton,  Royaume-Uni
  -  Médaille d'or quatre de couple poids légers
- 2007 à Munich,  Allemagne
  -  Médaille d'or quatre de couple poids légers
- 2008 à Linz,  Autriche
  -  Médaille d'or quatre de couple poids légers
- 2009 à Poznań,  Pologne
  -  Médaille d'or quatre de couple poids légers

### Championnats d'Europe d'aviron
- 2008 à Marathon,  Grèce
  -  Médaille d'argent en deux de couple poids légers